# Hamadi Krouma
Hamadi Krouma (în arabă حمادى كرومة) este o comună din provincia Skikda, Algeria.
Populația comunei este de 30.404 locuitori (2008).